# Yumi Kazama
Pour les articles homonymes, voir Kazama.
Yumi Kazama (風間 ゆみ, Kazama Yumi) aka Chika Suzukawa (鈴川 ちか, Suzukawa Chika) est une actrice japonaise de films pornographiques et un mannequin de charme. Elle a fait preuve d'une longévité exceptionnelle dans cette profession.

## Biographie et carrière
Yumi Kazama est née le 31 janvier 1979 à Tokyo, Japon. En 2000, après avoir accompli son cursus d'études secondaire, elle se dirige d'emblée vers l'industrie pornographique. Elle fait preuve d'une grande longévité dans cette activité qu'elle exerce toujours depuis bientôt 15 ans. Prolifique, elle revendique plus de mille films de cette spécialité au cours de cette période. Elle a abordé de nombreux genres du répertoire avec un égal bonheur: femme fatale, soumission, onanisme, saphisme, viols simulés, inceste, sadomasochisme, creampie, etc. à l'exclusion de la sodomie. Elle a interprété également quelques films non censurés au cours desquels elle dévoile entièrement son intimité au spéculum.
Elle est réputée pour son corps bien en chair ainsi que pour sa vaste poitrine d'une bonne tenue.
Elle se dit bisexuelle avec cependant une attirance particulière pour le saphisme. Toujours active en 2012, elle interprète maintenant essentiellement des rôles de lesbienne et de femme d'âge mûr (MILF) ainsi que des scènes de BDSM.

## Filmographie
Les titres sont à la fois en anglais et en japonais. Les titres japonais, qui apparaissent sur la couverture de la boîte, sont traduits en anglais ou sont ceux utilisés lors de leur parution en langue anglaise. Ils ne sont pas toujours en rapport.
| Titre de la vidéo | Producteur N° d'identification                  | Réalisateur        | Parution   | Notes |
| --- | ----------------------------------------------- | ------------------ | ---------- | --- |
| Serebu Bubble Princess Dynamite Breasts Soap/>セレブ泡姫 爆乳ソープ Serebu hoki bakunyuu soap | Dynamo NOV-8399                                 |                    | 27-10-2006 | Avec Chiharu Mizushima |
| Incestuous: Secret Relation Between Mother and Me 6 近親相姦 お母さんと僕の内緒の関係6 Kinshinsokan Okaasan to… | Marx Brothers SBB-029                           |                    | 13-02-2007 | Inceste Avec Chiharu Mizushima & Mikako Kanou |
| Big Tit Paizuri 4-Hour Special/>巨乳パイズリ４時間スペシャル Kyonyū paizuri 4 jikan special | Marx Brothers SBB-03                            |                    | 13-06-2007 | Avec Anna Komukai, Hotaru Akane, Kyoko Ayana, Sakura Sena, Chiharu Mizushima, Aya Shirayuki, Yui Kazuki                                                   |
| Big Tits are the Greatest! Ten Women, Three Hours: Wives Lechery Compilation 巨乳がいちばんエラい！１０人３時間 人妻淫乱編 Kyonyū ga ichban erai! 10-jin 3-jikan hitozuma inranhen                                                                                                | Marx Brothers SMA-261                           |                    | 13-08-2007 | Avec Kyouko Kaede, Anna Komukai, Mitsumi Nanao, Sara Ogawa, Maria Asakura, Yuki Ichinose, Saya                                                            |
| Madams Beauty Pussy 妖艶おんな愛戯 Yōen on'na aigi | Madonna JUKD-662                                |                    | 25-08-2007 | Série Madams Beauty Pussy Avec Maika Asai & Noriko Enomoto                                                                                                |
| My Aunt 僕のおばさん Boku no obasan | Madonna JUKD-723                                | Eitarō Haga        | 25-11-2007 | Série My Aunt |
| Madonna Singles Dormitory こちらマドンナ独身寮 Kochira madonna dokushin ryō | Madonna JUKD-747                                | [Jo]Style          | 25-12-2007 | Série Madonna Singles Dormitory |
| Beautiful Mature Woman Soap Princess Palace 美熟女ソープ壺姫御殿 Bi jukujo sōpu tsubo hime goten | Madonna JUKD-766                                | Vince Togo         | 25-01-2008 | Série Beautiful Mature Woman Soap Princess Palace |
| Big Breast Momi Momi Heaven 巨乳モミモミ天国 Kyonyū momimomi tengoku | Marx Brothers SBB-043                           |                    | 13-03-2008 | Avec Chiharu Mizushima, Anna Komukai, Rika Momoi, Kumiko Hayama                                                                                           |
| Beautiful Mature Lesbians 美熟女レズビアン Bi jukujo rezubian | Madonna JUKD-903                                | Eitarō Haga        | 07-08-2008 | Série Beautiful Mature Lesbians Sayuri Shiraishi |
| Swimsuit Lovers 競泳水着 LOVERS | TMA MIZ-001                                     |                    | 14-11-2008 | Série Swimsuit Lovers |
| Madonna New Year Special: Big Tits Mature Women Party 新春マドンナスペシャル 爆乳美熟女姫始め Shinshun madonna supesharu bakunyū-bi jukujo hime hajime | Madonna JUC-001                                 | Yumedōji           | 07-01-2009 | Série Madonna New Year Special Avec Ryoko Murakami & Natsumi Kitahara                                                                                     |
| Mother-in-law Adultery Slave 義母姦淫奴隷 Gibo kan'in dorei | Madonna JUC-032                                 | Yumedōji           | 25-02-2009 | Séeie Mother-in-law Adultery Slave |
| Husband's Friend 夫の友人 Otto no yūjin | Madonna JUC-038                                 | Isaka Tomoyasu     | 07-03-2009 | Série Husband's Friend |
| Fucked By the Lascivious Proprietress of a Traditional Inn 旅館の痴女女将にパイズリされた陸上部エース Ryokan no Chijo Okami ni Paizuri Sa reta Rikujō-bu ēsu | Madonna JUC-061                                 | Kawaguchi Kitorune | 07-04-2009 | |
| Won't You Have Dream-Like Sex With Yumi Kazama? 風間ゆみと夢のようなセックスしてみませんか？ Kazama Yumi to yume no yōna sekkusu shite mimasen ka? | Madonna JUC-095                                 | Eitarō Haga        | 07-06-2009 | |
| Rural Mother 農村の母 Nōson no haha | Madonna JUC-181                                 | Gunji Kawasaki     | 25-10-2009 | Série Rural Mother |
| Bra-Less Stepmother Assault ノーブラ義母凌辱 Nōbura gibo ryōjoku | Madonna JUC-210                                 | Tatsuwo Hifumi     | 07-12-2009 | Serie Bra-Less Stepmother Assault |
| New Year Madonna Special: Big Tits Soap Princess Party 新春マドンナSPECIAL 爆乳ソープ極上姫始め Shinshun madonna SPECIAL bakunyū sōpu gokujō hime hajime | Madonna JUC-232                                 | Koji Nakameguro    | 07-01-2010 | Série New Year Madonna Special |
| Erotic in Underwear Amidst Diet, Big Tits Stepmother Subjected to Nakadashi! 6 エロ下着姿でダイエット中の巨乳義母に中出ししちゃいました！ 6 Eroshitagi sugata de daietto-chu no kyonyu gibo ni chu dashi shi chaimashita! 6                                                       | Nadeshiko NADE-645                              |                    | 19-02-2010 | Série Erotic in Underwear Amidst Diet, Big Tits Stepmother Subjected to Nakadashi                                                                         |
| Sex With the Man Who Has the Biggest Penis in the World 世界で一番大きなチンポを持つ男のSEX Sekai de ichiban ōkina chinpo o motsu otoko no SEX | Rookie RKI-057                                  | Kozakai Taoga      | 19-02-2010 | Série Sex With the Man Who Has the Biggest Penis in the World Miki Sato, Ryoko Murakami, Ayane Asakura                                                    |
| Big Tits Diagnosis 9 巨乳診断書 9 Kyonyu shindan-sho 9 | Glory Quest ETC-39                              | Yumi Kazama        | 12-03-2010 | Série Big Tits Diagnosis |
| Captive Married Female Police Detective 囚われの人妻捜査官 Toraware no hitodzuma sōsa-kan | Madonna JUC-279                                 | Rokusaburo Mishima | 25-03-2010 | Série Captive Married Female Police Detective |
| Please Break Me in Front of My Husband 夫の前で調教して下さい Otto no mae de chōkyō shite kudasai | Madonna JUC-305                                 | Eitarō Haga        | 07-05-2010 | Série Please Break Me in Front of My Husband |
| Anal Lesbians アナルレズビアン Anaru Rezubian | Madonna JUC-319                                 | Eitarō Haga        | 07-06-2010 | Série Anal Lesbians Avec Chisato Shoda |
| Beautiful Ass Wife Cowgirl Position Enthusiast 美尻奥さま騎乗位狂い Bijiri okusama kijō-i kurui | Aleddin / Takara Visual SPRD-397                | Dai Omura          | 01-07-2010 | Série Beautiful Ass Wife Cowgirl Position Enthusiast |
| Special Edition Fervent Beautiful Attractive Mature Woman Vol.1 増刊激烈美熟女Vol.1 Zōkan gekiretsu-bi jukujo Vol. 1 | Madonna JUC-342                                 |                    | 07-07-2010 | Série Special Edition Fervent Beautiful Attractive Mature Woman                                                                                           |
| Collection of 30 Years Old Mature Women, 4 Hours 美熟女三十路コレクション4時間 Bi jukujo misoji korekushon 4-jikan | Dengeki DGKD-322                                |                    | 16-07-2010 | Avec Honami Takasaka, Kyoko Takashima, Reiko Nakamori, Tamaki Yasuoka et 7 autres actrices                                                                |
| Incest: Swapping Big Ass Mothers 近親相姦 巨尻母スワッピング Konshinsōkan Kyojiri haha suwappingu | Madonna JUC-368                                 | Eitarō Haga        | 25-08-2010 | Série Incest: Swapping Big Ass Mothers Avec Sakiko Mihara                                                                                                 |
| I Have Come to Want to Perform Nakadashi On the Huge Ass Beautiful Stepmother! 4 巨大お尻の綺麗な義母に中出ししたくなりました！! 4 Kyodai o shiri no kireina gibo ni chu dashi shitaku narimashita! 4                                                                             | Nadeshiko NADE-796                              |                    | 27-08-2010 | Série I Have Come to Want to Perform Nakadashi On the Huge Ass Beautiful Stepmother                                                                       |
| Big-Breasted Sisters' Delusional Diet 巨乳姉妹の妄想ダイエット Kyonyū shimai no mōsō daietto | Madonna JUC-378                                 | Tojiro Sayama      | 07-09-2010 | Avec Yume Sazanami |
| 12 Beautiful Attractive Mature Women Aplenty たっぷん美熟女 12人 Tatsu pun-bi jukujo 12-ri | Momotaro ALD-367                                |                    | 07-09-2010 | Avec Sakiko Mihara, Miki Sato, Kyoko Takashima, Ayane Asakura et 7 autres actrices                                                                        |
| Female Shell Diver 海女 Ama | Madonna JUC-394                                 | Gunji Kawasaki     | 07-10-2010 | Série Female Shell Diver |
| Mother Who Dances At a Strip Club ストリップ劇場で舞う母 Sutorippu gekijō de mau haha | Madonna JUC-466                                 | Kawaguchi Kitorune | 25-01-2011 | Série Mother Who Dances At a Strip Club |
| Erotic in Underwear Amidst Diet, Big Tits Stepmother Subjected to Nakadashi! The Best 4 Hours, Vol.2 エロ下着姿でダイエット中の巨乳義母に中出ししちゃいました！ THE BEST 4時間 2 Eroshitagi sugata de daietto-chū no kyonyū gibo ni chū dashi shi chaimashita! Zabesuto 4-jikan 2 | Nadeshiko NADE-939                              |                    | 11-02-2011 | Série Erotic in Underwear Amidst Diet, Big Tits Stepmother Subjected to Nakadashi! Avec Yui Nanase, Rin Aoki, Maira Tachibana, Airi Ai                    |
| The Joy of Wonderful Tits 12: Yumi Kazama 驚乳悦楽 １２ 風間ゆみ Kyounyuu Etsuraku 12: Kazama Yumi | Pool Club Entertainment / Passion label PSI-016 |                    | 20-03-2011 | Série Japanese Plumper series / The Joy of Wonderful Tits                                                                                                 |
| 20 Mature Women With Excellent Glamorous Ripe Body 2 絶品グラマラス熟ボディ20人8時間 2 Zeppin guramarasu juku bodi 20-ri 8-jikan 2 | Madonna JUSD-381                                |                    | 12-12-2011 | Avec Neiro Suzuka, Haruka Sanada, Momoka Nishina, Rio Hamasaki et 15 autres actrices                                                                      |
| Beautiful Mature Lesbians 美熟女レズビアン Bi jukujo rezubian | Madonna JUC-709                                 | Eitarō Haga        | 07-01-2012 | Série Beautiful Mature Lesbians Avec Reiko Sawamura |
| 8 Married Woman Infiltration Police Investigator 8人の人妻潜入捜査官 8-Ri no hitodzuma sen'nyū sōsa-kan | Madonna JUC-794                                 | Kitorune Kawaguchi | 25-04-2012 | Série Married Woman Infiltration Police Investigator Avec Nana Aida, Chisato Shoda, Ryoko Murakami, , Reiko Nakamori, Yu Kawakami, Misa Yuki, Nanako Mori |
| My Mature Woman Neighbor is on a Diet 隣のダイエット中の熟女 Tonari no daietto-chū no jukujo | KMP / Madams MADA-002                           | Aki Hideto         | 11-05-2012 | Série My Mature Woman Neighbor is on a Diet |
| Busty Beautiful Mature Lesbians 爆乳美熟女レズビアン Bakunyū-bi jukujo rezubian | Madonna JUC-819                                 | Eitarō Haga        | 25-05-2012 | Série Beautiful Mature Lesbians |
| My Aunt Who is Just So Lewd 淫乱すぎる親戚の叔母 Inran sugiru shinseki no oba | KMP / Madams MADA-019                           | Hideto Aki         | 08-06-2012 | Série My Aunt Who is Just So Lewd series |
| Sensual Older Woman's Boarding Home 好色ババア下宿 Kōshoku babā geshuku | Dogma DDK-071                                   | Nōmaru KIM         | 15-08-2012 | Série Sensual Older Woman's Boarding Home |
| The Legendary Mermaid - 15th Anniversary of Yumi Kazama's Debut 通常版 伝説のマーメイド 風間ゆみデビュー15周年記念作品 Tsūjō-ban densetsu no māmeido Kazama Uumi debyū 15 shūnenkinen sakuhin                                                                                     | Madonna JUC-898                                 | Nagashime          | 25-08-2012 | |
| Neighborhood Association - Lesbian Breaking ご近所町内会 レズ調教 Go kinjo chōnai-kai rezu chōkyō | Madonna JUC-936                                 | Rokusaburō Mishima | 07-10-2012 | Avec Sanae Aso, Misa Yuki, Reiko Sawamura |